# 향용

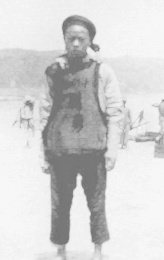
향용

향용(鄕勇)은 청나라 때 임시로 소집된 지방의 보조 군사조직, 의용군을 일컫는 말이다. 대대를 형성하고 각 대대를 용영(勇營)이라고 불렀다. 향용이란 필요한 때에 필요한 임무를 수행하기 위해 임시적으로 구성된 의용병 혹은 민병대와 같은 성격의 군사조직이다. 정규군과는 달리 특정 지역 출신들로 구성되어 있었으며, 그렇기 때문에 인간적인 유대감이 돈독했고, 이러한 유대감은 군사작전을 수행하는데 있어 큰 장점으로 작용했다.
향용의 지도자는 그 지역의 신사들로 이루어졌고, 하급장교나 군졸은 지역의 농민층이 담당하였다. 그들의 재정은 정부에서 허가해 준 세금징수권이나 기타 지원으로 충당되었다.

## 개요
용영의 기원은 청나라 초기의 향병(鄕兵)이다. 1730년 옹정 8년, 오루타이가 운남의 오몽의 반란을 진압했을 때, 향병을 임시로 소집했다가 이내 해산시켰다. 즉, 정규군이 없었던 것이다. 이후 가경 연간 백련교도의 난에도 향병이 임시로 소집되었다. 지방 유력자가 향진을 도둑떼로부터 지키기 위해, 자발적으로 조직한 무장집단의 단련은 향용은 유력한 무력의 공급원이되었다.
청나라 말기의 태평천국의 난이 발발했다. 청나라 정부의 정규군이었던 팔기병이나 녹영병 등이 전투력을 상실하고 유명무실해지자 청조는 지방 유력자들에 군사조직을 만들 것을 지시한다. 여기에 응해 1852년 함풍 2년, 증국번이 자신의 고향이던 후난성에서 향용을 조직하는데, 후난성의 별칭이었던 상(湘)을 본따 상군이라 불렸다. 1861년 함풍 11년, 이홍장은 이후 회군으로 불리는 향용을 조직했다. 상군과 회군은 태평천국의 난과 염군의 난을 진압하는 주력군이 되었고, 청나라 말기에는 육군에 편입시켰다.
중화민국 시대에 접어들면서, 군벌이 할거했고, 토비가 횡행했기 때문에, 지방의 유력자들은 향용의 성격을 띤 지방 무장 조직을 보유했다.

## 같이 보기
- 초용
- 가로회
- 백련교도의 난
- 태평천국의 난
- 염군의 난